# Silene media
Silene media là loài thực vật có hoa thuộc họ Cẩm chướng. Loài này được (Litv.) Kleopow miêu tả khoa học đầu tiên năm 1929.